# Samo I
Samo I (em grego: Σάμος; romaniz.: Sámos; em latim: Samus; em armênio: Սամ; romaniz.: Sam) foi um príncipe da dinastia orôntida que assumiu o controle dos Reinos da Armênia e Sofena desde algum ponto depois de 260 a.C.

## Nome
Samo (Samus; Σάμος, Sámos) é a forma latina e grega do armênio Same (Սամ Sam), que por sua vez se originou no nome iraniano antigo Sama (Sāma), "preto". No Avestá, Sama era pai do herói avéstico Garxaspe, o que indicaria algum tipo de costume religioso iraniano ou tradição épica entre os orôntidas. Em sua forma grega, o nome designa uma ilha do mar Egeu, que segundo Estrabão, supostamente deriva seu nome de um herói. Apesar dessa interpretação, não há correlação entre o antropônimo e o topônimo, pois o último deriva de sámos (σάμος), que foi utilizado para designar uma proeminência, colina ou montanha.

## Antecedentes
O Reino de Sofena foi governado pela dinastia orôntida de origem iraniana, que era descendente de Orontes I, um nobre bactriano que era genro do xainxá aquemênida Artaxerxes II (r. 404–358 a.C.). De acordo com o escritor grego Estrabão (falecido em 24 d.C.) em sua Geografia, Sofena surgiu pela primeira vez como um reino distinto sob Zariadres (fl. 190 a.C.), que foi instalado como seu governante pelo rei selêucida Antíoco III (r. 222–187 a.C.). Ele acrescenta ainda que após a derrota de Antíoco III contra os romanos, Zariadres declarou independência. No entanto, este relato é fortemente contradito por evidências epigráficas e numismáticas. Sofena provavelmente surgiu como reino distinto no século III a.C., durante o declínio gradual da influência selêucida no Oriente Próximo e a divisão da dinastia orôntida em vários ramos. Três governantes pertencentes a um ramo orôntida diferente (Samo I, Arsames I e Xerxes) governaram a parte ocidental da Grande Armênia, talvez de Comagena a Arzanena.

## Vida

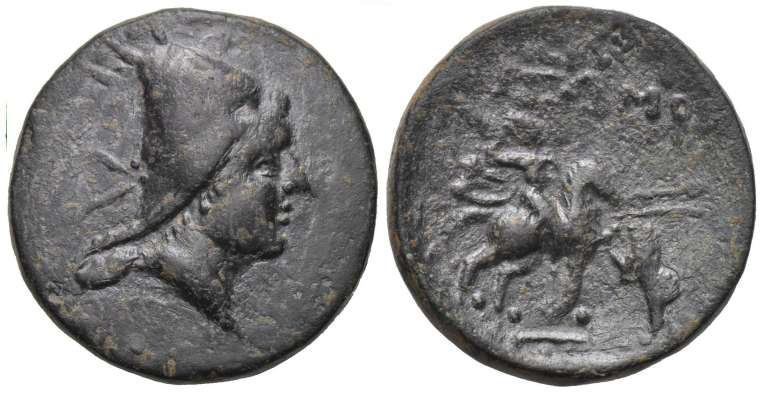
Tetradracma de, possível filho de Samo I

Samo provavelmente era filho do rei Orontes III (r. 321–260 a.C.). Com base na evidência existente na inscrição no Monte Ninrode, provavelmente foi pai de Arsames I, cujo reinado em Sofena é datado depois do seu. Cyril Toumanoff propôs que foi à corte de Samo que Zielas da Bitínia fugiu após ter seu direito de sucessão negado no Reino da Bitínia, mas essa hipótese é especulativa, haja vista a evidência textual mencionar um rei armênio anônimo.  Algum tempo antes de 245 a.C., Samo refundou a cidade de Samósata no antigo sítio neo-hitita de Cumu (Kummuh). Ele pode ter refundado a cidade para afirmar sua reivindicação sobre a área, uma prática comum entre as dinastias iranianas e helenísticas, como Capadócia, Ponto, Pártia e Armênia. A cidade foi construída numa forma arquitetônica persa "subaquemênida", semelhante ao resto dos edifícios orôntidas na Grande Armênia. Nomear cidades como Samósata (persa médio Samaxade (*Sāmašād); persa antigo Samaxiati (*Sāmašiyāti-)) como "alegria de" ou "felicidade de" era uma prática orôntida (e mais tarde artaxíada) que lembrava o discurso real aquemênida. Samósata serviu como uma das residências reais mais importantes dos reis orôntidas de Sofena.

## Cunhagem
Semelhante aos primeiros arsácidas da Pártia e aos frataracas de Pérsis, os orôntidas de Sofena experimentaram imagens do poder real iraniano. No anverso de suas moedas, a cabeça de Samo aparece barbeada e virada à direita e atrás dele há um ramo de louro e uma borda de pontos. Em sua imagem, aparece vestido com um capacete alto e cônico com um diadema terminando num laço nas costas com longos fios caindo pelo pescoço. Esse capacete chama-se cirbásia, um tipo de capacete originalmente usado pelos sátrapas do Império Aquemênida. A ponta da sua cirbásia é mais proeminente, semelhante à do capacete usado pelos primeiros ariarátidas da Capadócia. Por conseguinte, no reverso das moedas, há a imagem do tirso de Dioniso entre duas cornucópias entrelaçadas.